# Abdygul Tschotbajew
Abdygul Abdraschitowitsch Tschotbajew (kirgisisch und russisch Абдыгул Абдрашитович Чотбаев; * 2. Dezember 1957 in Tort-Kul, Kirgisische SSR, heute Oblus Tschüi, Kirgisistan) ist ein kirgisischer Politiker und ehemaliger General. Von 1992 bis 2005 war er Kommandant der kirgisischen Nationalgarde.

## Karriere
Tschotbajew wurde 1957 als ältestes von acht Kindern im Dorf Tort-Kul im Norden des heutigen Kirgisistan geboren.

### Aufstieg in der Roten Armee
Nach seiner Schullaufbahn verpflichtete Tschotbajew sich der Roten Armee und studierte an der Höheren Kommandoschule in Alma-Ata, dem heutigen Almaty in Kasachstan. Dort graduierte er im Jahr 1979 und wurde anschließend bei der sowjetischen Intervention in Afghanistan eingesetzt. Tschotbajew stieg im Krieg in Afghanistan zum Kommandeur einer Schützenbrigade auf und wurde 1981 aus dem Kriegsgebiet abgezogen. Anschließend diente er als Regimentskommandeur in der Usbekischen SSR, ehe er von 1985 bis 1989 an der Frunse-Militärakademie in Moskau studierte. Nach seinem Abschluss in Moskau wurde er erneut nach Afghanistan entsandt, wo er an der Organisation des Abzugs der sowjetischen Truppen beteiligt war.

### Kommandant der kirgisischen Nationalgarde
Mit dem Zerfall der Sowjetunion und der Unabhängigkeit Kirgisistans im Jahr 1991 begann Tschotbajews Karriere bei den Kirgisischen Streitkräfte. Im Juli 1992 wurde er zum ersten Kommandanten der kirgisischen Nationalgarde ernannt. Tschotbajew behielt diesen Posten bis ins Jahr 2005, als die politischen Umwälzungen durch die Tulpenrevolution zu einer Neubesetzung zahlreicher Ämter führten. In seine Amtszeit fiel unter anderem der Batken-Konflikt, in dem Tschotbajew im August 1999 im Kampf mit usbekischen Islamisten verletzt wurde. Darüber hinaus war Tschotbajew von 2000 bis 2005 Abgeordneter im Dschogorku Kengesch, dem kirgisischen Parlament. Während der Proteste gegen Präsident Askar Akajew im März 2005, die als Tulpenrevolution bekannt wurden und schließlich zum Rücktritt des langjährigen Präsidenten führten, war Tschotbajew als Kommandeur der Nationalgarde im Einsatz. Am 24. März versuchte Tschotbajew mit einigen Soldaten die Erstürmung des Weißen Hauses in Bischkek zu verhindern, wurde allerdings nach kurzen Verhandlungen mit den Protestanten übermannt. Der neue Präsident Kurmanbek Bakijew entließ Tschotbajew aufgrund dessen Nähe zum ehemaligen Präsidenten Akajew bald nach seinem Amtsantritt im Jahr 2005.

### Tätigkeiten in Politik und Privatwirtschaft
Im September 2006 wurde Tschotbajew bei der Gemeinschaft Unabhängiger Staaten stellvertretender Kommissionsleiter für die Belange von Soldaten. Im Jahr 2010 wurde er Leiter der kirgisischen Sozialbewegung der Kriegsveteranen mit Sitz in Bischkek. Außerdem war er Anfang der 2010er-Jahre als Berater des Bürgermeisters von Bischkek tätig. Im Jahr 2013 wechselte Tschotbajew in die Privatwirtschaft und wurde Leiter der Sicherheitsabteilung eines Kommunikationsunternehmens. Trotzdem äußert sich Tschotbajew bis heute auch öffentlich zu tagespolitischen Themen, unter anderem forderte er im Juni 2021 die Freilassung des ehemaligen Premierministers Ömürbek Babanow, der aufgrund von Korruptionsvorwürfen inhaftiert worden war.